# Phyllanthus gladiatus
Phyllanthus gladiatus är en emblikaväxtart som beskrevs av Johannes Müller Argoviensis. Phyllanthus gladiatus ingår i släktet Phyllanthus och familjen emblikaväxter. Inga underarter finns listade i Catalogue of Life.